# Brusuglio
Brusuglio is een plaats (frazione) in de Italiaanse gemeente Cormano.